# Indianertabak
Indianertabak, auch Aufgeblasene Lobelie (Lobelia inflata) ist eine Pflanzenart aus der Familie der Glockenblumengewächse (Campanulaceae). Trotz ihres deutschen Trivialnamens hat diese giftige Pflanzenart mit der Gattung Tabak aus Familie der Nachtschattengewächse (Solanaceae), botanisch gesehen nichts zu tun.

## Merkmale

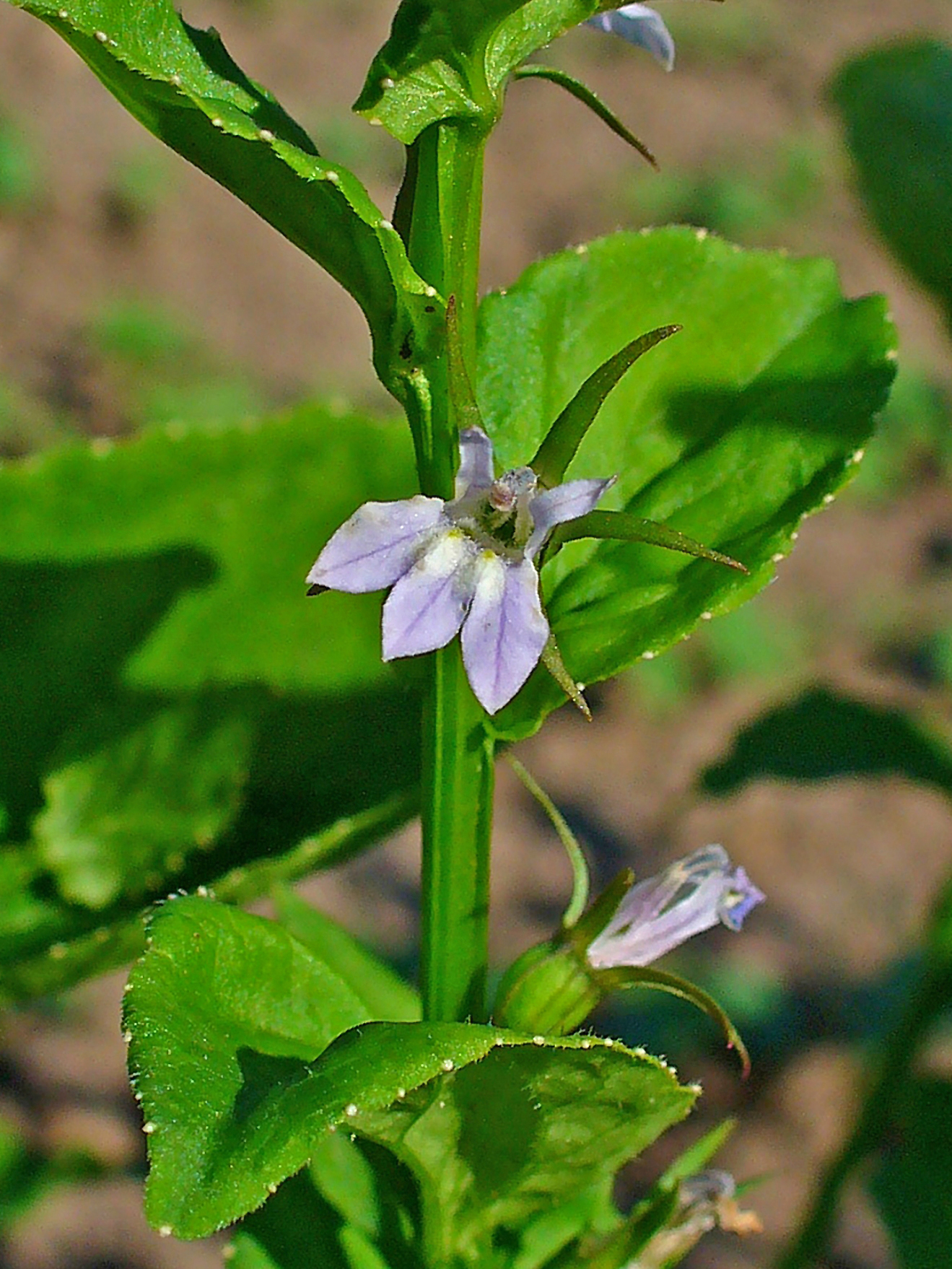
Zygomorphe Blüte

Der Indianertabak ist eine einjährige Pflanze, die eine Wuchshöhe von bis zu 1 Meter erreicht. Der Stängel ist verzweigt und mehr oder weniger behaart. Die wechselständig am Stängel angeordneten, einfachen Laubblätter sind sitzend und oft herablaufend oder kurz gestielt. Die abgerundete bis spitze, zerstreut behaarte Blattspreite ist eiförmig bis verkehrt-eiförmig mit unregelmäßig gezähntem oder gesägtem bis gekerbtem teils genagtem und teils drüsigem Rand.
Die end- oder achselständigen, traubigen Blütenstände enthalten viele Blüten. Die zwittrige, kleine und fünfzählige, gestielte Blüte mit doppelter Blütenhülle ist zygomorph. Unten am Blütenstiel sind größere, blattartige Tragblätter vorhanden. Die violetten oder bläulichen bis weißen Kronblätter sind 6 bis 8 Millimeter lang. Der Kelch besitzt lange schmal-eilanzettliche Zipfel. Die trichterförmige Blütenkrone ist zweilippig, mit einer aus zwei abstehenden kleineren Zipfeln bestehenden Ober- und einer großen, dreizipfligen auf der Innenseite behaarten Unterlippe. Die Staubblätter sind in einer Columna verwachsen. Der unterständige Fruchtknoten ist zweikammerig und der Griffel mit zweilappiger Narbe ist von der Staubblattröhre eingeschlossen. Zur Zeit der Fruchtreife ist der rippige Blütenbecher aufgebläht.
Die lokulizidale und zweiklappige Kapselfrucht (Scheinfrucht), mit den beständigen Kelchzipfeln, enthält sehr viele, sehr kleine Samen. Die bis 0,7 Millimeter langen Samen sind ellipsoid bis schmal-eiförmig und feingrubig.

## Vorkommen
Das Verbreitungsgebiet des Indianertabak erstreckt sich über die Ostküste Nordamerikas und das Gebiet der Großen Seen. Es umfasst das östliche Kanada und reicht von Maine und Minnesota bis Georgia und Louisiana. Als Standort bevorzugt er offene Wälder.

## Taxonomie
Der Indianertabak wurde 1753 von Carl von Linné in Species Plantarum Band 2 Seite 931 als Lobelia inflata erstbeschrieben.

## Verwendung

### Verwendung als Zierpflanze
Der Indianertabak wird als Zierpflanze in Parks und Gärten angebaut.

### Inhaltsstoffe und medizinische Verwendung
Getrockneter Indianertabak enthält etwa 6 % verschiedene Alkaloide, Lobelia-Alkaloide, darunter das Hauptalkaloid Lobelin, das in den Wurzeln, Stängeln und Blättern enthalten ist. Parenteral eingenommen, zeigt es einen stimulierenden Einfluss auf die Atmung. Früher wurden die Droge und deren Zubereitungen als Antiasthmatikum eingesetzt.
Da Lobelin ähnliche Eigenschaften wie Nicotin besitzt, jedoch unangenehme Begleiteffekte wie z. B. Brechreiz aufweist, ist es häufig Bestandteil von Raucherentwöhnungsmitteln. Nach oraler Aufnahme wird Lobelin schnell zu unwirksamen Verbindungen abgebaut, so dass mit Vergiftungen kaum zu rechnen ist.
Der Indianertabak wurde in der traditionellen Heilkunde verschiedener Indianerstämme verwendet. Die Wurzel wurde zur Behandlung von Geschlechtskrankheiten und Geschwüren eingesetzt, die zerriebenen Blätter gegen verschiedene Hauterkrankungen und als Gegenmittel zu vermeintlicher Hexerei. Die Blätter wurden auch in religiösen Zeremonien geraucht.